# Việt vương Lộc Dĩnh
Lộc Dĩnh (chữ Hán: 鹿郢, trị vì: 463 TCN - 458 TCN) còn gọi là Dữ Di hoặc Ư Tứ là tên một vị vua nước Việt thời Chiến Quốc trong lịch sử Trung Quốc, ông là con của Việt vương Câu Tiễn và là cha của Việt vương Bất Thọ.
Lộc Dĩnh là nhân vật chứng kiến cảnh nước nhà bị quân Ngô dày xéo, ông từng nếm mùi gông xiềng nô lệ và thấu hiểu nỗi nhục của người mất nước nên rất thông cảm sự thống khổ của dân chúng. Lớn lên gặp ngay lúc nước Việt bị nước Ngô đánh bại phải cúi đầu xưng thần chịu cảnh lầm than, khi cha ông bị bắt sang làm đầy tớ cho Phù Sai thì giao lại quyền điều hành đất nước cho ông. Lộc Dĩnh học tập gương của Vô Dư ngày trước nhẫn nhịn chờ thời, ông tích cực rèn luyện quân đội và chăm lo phát triển kinh tế xây dựng nền tảng để trung hưng quốc gia. Bề ngoài gặp những quan lại do người Ngô đưa sang cai trị ông rất luồn cúi lễ phép khiến cho họ nảy sinh tư tưởng chủ quan coi thường, bề trong ông gấp rút mua chuộc những tên lính chiếm đóng để lấy thông tin tình hình cha mình và chính sự bên nước Ngô. Ông nghe lời chỉ đạo của cha trước khi sang Ngô nên rất trọng dụng và chịu khó nghe lời các vị đại thần như Văn Chủng hay Phạm Lãi, ông thực hiện nhiều cải cách đáng kể khiến cho một nước nô lệ phụ thuộc vẫn đứng vững trong mẫu quốc.
Sau khi Câu Tiễn được Phù Sai thả về ông vẫn tiếp tục phối hợp cùng cha thực hiện những kế sách nhất quán để làm người Ngô mất cảnh giác, đến lúc thấy thời cơ chín muồi lập tức ông cùng cha đem binh thảo phạt và đánh bại nước Ngô vào năm 473 tr.CN. Thiên tử nhà Chu và các nước chư hầu đều công nhận Việt làm bá chủ Trung Nguyên, năm 463 tr.CN Lộc Dĩnh kế nhiệm cha trị vì đất Việt và vẫn duy trì được địa vị bá chủ.
Tuy nhiên Lộc Dĩnh đăng cơ lúc ấy đã ngoài 50 tuổi cho nên ông ở ngôi chỉ vẻn vẹn 5 năm thì lâm bệnh qua đời, con trai trưởng ông là Bất Thọ thế tập nhưng không giữ nổi ngôi bá chủ trước sự trỗi dậy của thất hùng.